# Eleutherodactylus wetmorei
Espèce
Statut de conservation UICN

 VU B1ab(iii) : Vulnérable
Eleutherodactylus wetmorei est une espèce d'amphibiens de la famille des Eleutherodactylidae.

## Répartition
Cette espèce est endémique d'Hispaniola. Elle se rencontre à Haïti et dans l'ouest de la République dominicaine du niveau de la mer jusqu'à 1 324 m d'altitude.

## Description
L'holotype mesure 35 mm.

## Liste des sous-espèces
- Eleutherodactylus wetmorei wetmorei Cochran, 1932
- Eleutherodactylus wetmorei ceraemerus Schwartz, 1968

## Étymologie
Cette espèce est nommée en l'honneur d'Alexander Wetmore.

## Publications originales
- Cochran, 1932 : A new frog, Eleutherodactylus wetmorei, from the Republic of Haiti. Proceedings of the Biological Society of Washington, vol. 45, p. 191-193 (texte intégral).
- Schwartz, 1968 : Geographic variation in the Hispaniolan frog Eleutherodactylus wetmorei Cochran. Breviora, no 290, p. 1-13 (texte intégral).